# Casa de migrantes
A Casa de migrantes se refere a organizações não governamentais que facilitam hospedagem transitória a pessoas em migração.

## Serviços
Estes albergues oferecem um lugar seguro e temporária às pessoas em migração que viajam de América Central para os Estados Unidos em trânsito pelo México. Seu caráter é temporário (entre um par de dias ou semanas) para recuperação e descanso.
Há casas de migrantes espalhadas pelo mundo inteiro, como por exemplo da Rede SIMN, com 90 projetos em 34 países, que atende mais 350.000 pessoas por ano. Uma delas é a Casa do Migrante vinculada à Missão Paz, que atua na cidade de São Paulo, no Brasil. Ela tem capacidade para acolher 110 pessoas, oferecendo alimentação, material de higiene pessoal, roupas, aulas de português, acompanhamento de assistentes sociais e apoio psicológico. Para atender os migrantes, a Casa do migrante conta com 36 funcionários e mais de 110 voluntários.
Segundo a ACNUR, albergues para migrantes são fundamentais no contexto da crise migratória atual, mais de 70,8 milhões de pessoas no mundo estão sendo forçadas a sair de seus lares.
Casa de migrantes costumam oferecer alguns serviços, como quarto, banheiro, água quente para chuveiros, comida, telefone, médico, assistência psicológica, jurídica e religiosa.

## Albergues
Das casas de migrantes, pode-se mencionar algumas:
- Albergue de Migrantes Casa Tochan
- Albergue casa del Migrante San Juan Diego
- Albergue de Migrantes Hermanos en el Camino
- Casa do Migrante da Missão Paz em São Paulo

Uma lista extensa, pode-se consultar nos links externos

## Controvérsias
- Em 2012 a casa do migrante em Huehuetoca foi fechada pelos atos de violência que sofreram em suas instalações por parte de gangues de maras.[7]
- A casa do migrante em Tultitlan foi fechada pelos vizinhos ao denunciar supostos roubos por parte dos migrantes.[8]
- Em 2015 a Casa do Migrante da Missão Paz sofreu um atentado xenofóbico a tiros.[9]
- Em 2016 , a casa do migrante em Hermosillo foi ameaçada por parte de sicários.[10]